# Adrián Ubieto
Adrián Ubieto (* 11. März 1993 in Jaca) ist ein spanischer Eishockeyspieler, der seit 2017 bei Anglet Hormadi Élite in der Division 1, der zweithöchsten französischen Spielklasse, unter Vertrag steht.

## Karriere
Adrián Ubieto begann seine Karriere als Eishockeyspieler in der Nachwuchsabteilung des CH Jaca, für den er ununterbrochen bis 2017 spielte. Mit dem Klub aus seiner Geburtsstadt wurde er 2010, 2011, 2012, 2015 und 2016 spanischer Landesmeister. 2011, 2012 und 2013 gewann er mit den Aragoniern die Copa del Rey. 2017 wechselte er nach Frankreich, wo er mit Anglet Hormadi Élite 2018 die Meisterschaft in der zweitklassigen Division 1 gewann und in die Ligue Magnus aufstieg.

### International
Für Spanien nahm Ubieto im Juniorenbereich zunächst an den U18-Weltmeisterschaften 2010 und 2011 und anschließend an den U20-Weltmeisterschaften 2011, 2012 und 2013 jeweils in der Division II teil. Außerdem spielte er mit der spanischen Studentenauswahl bei der Winter-Universiade 2015 in Granada.
Mit der Herren-Nationalmannschaft spielte er bei den Titelkämpfen der Division II 2012, 2013, 2014, 2015, 2016 und 2018, als er bester Vorbereiter des Turniers war. Zudem vertrat er seine Farben beim Qualifikationsturnier für die Olympischen Winterspiele in Pyeongchang 2018.

## Erfolge und Auszeichnungen
- 2010 Spanischer Meister mit dem CH Jaca
- 2011 Spanischer Meister und Pokalsieger mit dem CH Jaca
- 2012 Spanischer Meister und Pokalsieger mit dem CH Jaca
- 2013 Spanischer Pokalsieger mit dem CH Jaca
- 2015 Spanischer Meister mit dem CH Jaca
- 2016 Spanischer Meister mit dem CH Jaca
- 2018 Meister der französischen Division 1 und Aufstieg in die Ligue Magnus mit Anglet Hormadi Élite

### International
- 2014 Aufstieg in die Division II, Gruppe A, bei der Weltmeisterschaft der Division II, Gruppe B
- 2018 Aufstieg in die Division II, Gruppe A, bei der Weltmeisterschaft der Division II, Gruppe B
- 2018 Bester Vorlagengeber der Weltmeisterschaft der Division II, Gruppe B